# カヌレイウス法
カヌレイウス法 (ラテン語: lex Canuleia, もしくは lex de conubio patrum et plebis) は、共和政ローマにおける法で、紀元前445年に成立した。パトリキとプレブス間で結婚 (conubium) する権利を復活させたものである。

## カヌレイウスの第一の法案
法案成立の五年前、ローマの十二表法が制定される過程で、第二次十人委員会はプレブスの地位に厳しい制限を設け、パトリキとの身分を超えた結婚も禁止していた。
ガイウス・カヌレイウスは当時護民官を務めており、この法を廃案にするためのロガティオを提案した。これに対して執政官のマルクス・ゲヌキウス・アウグリヌスとガイウス・クルティウス・ピロは、ローマが外患に直面しているこの時期に、護民官はローマの社会的道徳的伝統を引き裂こうとしていると猛烈に反発した。
カヌレイウスはこれに怯まず、王政時代の王を含む、卑しい生まれの人々がローマに対して行ってきた多大な貢献を民衆に思い起こさせ、更には元老院がパトリキとプレブスとの通婚は国家に対して有害であるとの立場を堅持していた間にも、これまで打ち負かしてきた敵に対しては唯々として市民権を与えてきた事を指摘した。 更に彼はこの身分を超えた結婚の権利を回復する事に加えて、プレブスも執政官の地位に就けるよう法改正を行うべきだと主張し、これには同僚の護民官ガイウス・フルニウスを除く全員が賛成した。
これに反論した「混血児たちは神々の怒りを招き、本来得られるはずの加護を得られなくなる」という執政官クルティウスの不適切な言い草は、まず人々の怒りを招く事となり、結局執政官は追い込まれ、カヌレイウスのロガティオに賛成した。こうしてパトリキとプレブスとの通婚禁止令は廃止される事となった。

## 第二の法案
プレブスの執政官就任を認める二つ目の法案は、投票までには至らなかった。  元老院議員ガイウス・クラウディウス・サビヌス・レギッレンシスは、十人委員会の一人の兄弟であったが、これに対して猛烈に反論した。そして、元老院に対して圧力をかけるためにプレブスが軍務のボイコットをするようであるならば、こちらも軍を動かすことになると示唆した。徐々にエスカレートしていく両者の間を取り持ったのは、彼の同僚でもあったルキウス・クィンクティウス・キンキナトゥスと、その兄弟ティトゥス・クィンクティウス・カピトリヌス・バルバトゥスであった。
クラウディウスはその後代案として、プレブスでも選出される可能性のある、執政官と同等の執政武官の地位を提案した。しかしながら彼自身が最後まで対応する気は更々なく、この吐き気を催すような問題を、プレブスに同情的であった執政官の兄弟、ティトゥス・ゲヌキウスに丸投げした。  この提案は概ね好評で、最初の執政武官は翌年の紀元前444年に選出された。

## 大衆文学
小説『チップス先生さようなら』では、19世紀末から20世紀初頭の全寮制男子校を舞台としており、教師のチップス先生は彼のローマ史の授業中、カヌレイウス法を覚える語呂合わせで生徒たちを笑わせている。
そうだな、もしプレブスさんがパトリキ氏と結婚したいと思って、でも彼はそんなこと出来ないと言ったら？彼女はきっとこう応えるだろうね。「Oh yes, you can, you lair (Canuleia)！」